# Antiblemma priscilla
Antiblemma priscilla là một loài bướm đêm trong họ Erebidae.